# レスリー・ナカル
レスリー・ジャスティン・ナカル・エルナンデス（Leslie Jassttin Nacar Hernandez、1983年7月20日 - ）は、ベネズエラ出身のプロ野球選手(投手)。現在は、スペイン国内リーグのディビシオン・デ・オナーのテネリフェ・マーリンズに所属している。

## 経歴

### プロ入りとジャイアンツ傘下時代
サンフランシスコ・ジャイアンツとマイナー契約を結びプロ入りを果たした。
2001年は、傘下ルーキーリーグのアリゾナリーグ・ジャイアンツでプレーした。この年は、22試合に登板し、0勝3負5セーブ、防御率2.54、35奪三振を記録した。
2002年も、傘下ルーキーリーグのアリゾナリーグ・ジャイアンツでプレーした。この年は、18試合に登板し、2勝1負、防御率3.29、25奪三振を記録した。
2003年も、傘下ルーキーリーグのアリゾナリーグ・ジャイアンツでプレーした。この年は、20試合に登板し、0勝1負9セーブ、防御率0.95、31奪三振を記録した。
2004年は、怪我で全休した。その後、解雇された。

### ジャイアンツ退団後
ジャイアンツ退団後は、スペインの国内リーグであるディビシオン・デ・オナーのテネリフィ・マーリンズでプレーしている。
2006年オフには、母国ベネズエラのウィンターリーグであるリーガ・ベネソラーナ・デ・ベイスボル・プロフェシオナルのカルデナレス・デ・ララでプレーした。ここでは、4試合に登板し、0勝1負、防御率10.38、2奪三振を記録した。
2009年9月5日には、ノーヒットノーランを達成している。
2012年9月に、第3回WBC予選のスペイン代表に選出された。
2013年3月に、第3回WBC本戦のスペイン代表に選出された。
2014年は、15試合に登板し、14勝0負、防御率0.81、130奪三振を記録した。
また、8月30日に、第6回イタリアンベースボールウィークと第33回ヨーロッパ野球選手権大会のスペイン代表が発表され、代表入りした。
2015年2月17日に、「GLOBAL BASEBALL MATCH 2015 侍ジャパン 対 欧州代表」の欧州代表にブレイク・オチョア、フェルナンド・マルティネス、オスカー・アングロと共にスペイン人として選出されたことが発表された。3月11日の第2戦に2番手で登板し、山田哲人に本塁打を記録されたものの、2奪三振を記録した。

## 詳細情報

### 代表歴
- 2013 ワールド・ベースボール・クラシック・スペイン代表
- 2014 イタリアンベースボールウィーク スペイン代表
- 2014年ヨーロッパ野球選手権大会スペイン代表